# Ponîciv, Volodîmîr-Volînskîi
Ponîciv (în ucraineană Поничів) este un sat în comuna Lotnîce din raionul Volodîmîr-Volînskîi, regiunea Volînia, Ucraina.

## Demografie
Componența lingvistică a localității Ponîciv
     Ucraineană (98,12%)
     Rusă (1,88%)
Conform recensământului din 2001, majoritatea populației localității Ponîciv era vorbitoare de ucraineană (98,12%), existând în minoritate și vorbitori de rusă (1,88%).